# Hraniční habr
Hraniční habr byl důležitý strom, který vyznačoval hranici katastrů mezi Rychnovem nad Kněžnou a Panskou Habrovou.

## Základní údaje
- výška: 13 m[1]
- obvod: 400 cm[1]
- věk: 250 let[1]
- sanace: nedoporučena

Habr rostl v kamenité půdě. Již v roce 1940 byl značně dutý, samotná dutina vyhořelá. Byl v chatrném stavu a podle Františka Hrobaře již nebylo možné konzervačním zásahem strom zachránit. Přesto ještě nesl košatou zelenou korunu. Strom byl pozůstatkem dřívějších habřin, které daly Panské Habrové jméno.
Komu strom na hranicích dvou katastrů patřil, bylo sporné. Podle Jiřího Jizby náležel Rychnovu nad Kněžnou.

## Památné a významné stromy v okolí
- Babyka U Babky
- Bratrská borovice
- Dub u Studánky